# ایسی ماهولو
ایسی ماهولو (انگلیسی: Issey Maholo؛ زادهٔ ۲۴ مارس ۱۹۸۵) بازیکن فوتبال اهل ژاپن است.